# Ronde van Spanje 2016/Startlijst
Dit is de volledige lijst met deelnemers aan de Ronde van Spanje 2016. Er gingen 198 renners van start, verdeeld over 22 ploegen.

## Overzicht

### Movistar Team
| rugnummer | renner               | prestaties deze ronde                                                                      | opmerkingen        | eindklassering |
| --------- | -------------------- | ------------------------------------------------------------------------------------------ | ------------------ | -------------- |
| 1         | Alejandro Valverde   |                                                                                            |                    | 12e            |
| 2         | Jonathan Castroviejo |                                                                                            |                    | 36e            |
| 3         | Imanol Erviti        |                                                                                            |                    | 84e            |
| 4         | Rubén Fernández      | 3e etappe                                                                                  |                    | 33e            |
| 5         | José Herrada         |                                                                                            |                    | 91e            |
| 6         | Daniel Moreno        |                                                                                            |                    | 8e             |
| 7         | Nairo Quintana       | Winnaar 10e etappe 8e, 10e, 11e, 12e, 13e, 14e, 15e, 16e, 17e, 18e, 19e, 20e en 21e etappe |                    | Goud           |
| 8         | José Joaquín Rojas   |                                                                                            | Opgave: 20e etappe | DNF            |
| 9         | Rory Sutherland      |                                                                                            |                    | 130e           |

### Tinkoff
| rugnummer | renner             | prestaties deze ronde | opmerkingen       | eindklassering |
| --------- | ------------------ | --------------------- | ----------------- | -------------- |
| 11        | Alberto Contador   |                       |                   | 4e             |
| 12        | Daniele Bennati    |                       |                   | 107e           |
| 13        | Manuele Boaro      |                       |                   | 147e           |
| 14        | Michael Gogl       |                       |                   | 68e            |
| 15        | Jesús Hernández    |                       |                   | 43e            |
| 16        | Robert Kišerlovski |                       | Opgave: 6e etappe | DNF            |
| 17        | Sérgio Paulinho    |                       |                   | 115e           |
| 18        | Ivan Rovny         |                       |                   | 99e            |
| 19        | Joeri Trofimov     |                       |                   | 35e            |

### Team Sky
| rugnummer | renner             | prestaties deze ronde     | opmerkingen       | eindklassering |
| --------- | ------------------ | ------------------------- | ----------------- | -------------- |
| 21        | Chris Froome       | Winnaar 11e en 19e etappe |                   | Zilver         |
| 22        | Ian Boswell        |                           |                   | 80e            |
| 23        | Michał Gołaś       |                           |                   | 118e           |
| 24        | Peter Kennaugh     | 1e etappe                 |                   | 42e            |
| 25        | Christian Knees    |                           |                   | 124e           |
| 26        | Leopold König      |                           |                   | 29e            |
| 27        | Michał Kwiatkowski | 2e etappe                 | Opgave: 7e etappe | DNF            |
| 28        | David López García |                           |                   | 60e            |
| 29        | Salvatore Puccio   |                           |                   | 121e           |

### BMC Racing Team
| rugnummer | renner             | prestaties deze ronde   | opmerkingen        | eindklassering |
| --------- | ------------------ | ----------------------- | ------------------ | -------------- |
| 31        | Tejay van Garderen |                         | Opgave: 17e etappe | DNF            |
| 32        | Darwin Atapuma     | 4e, 5e, 6e en 7e etappe |                    | 32e            |
| 33        | Silvan Dillier     |                         |                    | 79e            |
| 34        | Jempy Drucker      | Winnaar 16e etappe      |                    | 142e           |
| 35        | Philippe Gilbert   |                         | Opgave: 14e etappe | DNF            |
| 36        | Ben Hermans        |                         |                    | 14e            |
| 37        | Samuel Sánchez     |                         | Opgave: 20e etappe | DNF            |
| 38        | Dylan Teuns        |                         |                    | 100e           |
| 39        | Danilo Wyss        |                         |                    | 44e            |

### Team LottoNL-Jumbo
| rugnummer | renner             | prestaties deze ronde | opmerkingen        | eindklassering |
| --------- | ------------------ | --------------------- | ------------------ | -------------- |
| 41        | Steven Kruijswijk  |                       | Opgave: 6e etappe  | DNF            |
| 42        | Enrico Battaglin   |                       | Opgave: 9e etappe  | DNF            |
| 43        | George Bennett     |                       |                    | 10e            |
| 44        | Koen Bouwman       |                       |                    | 123e           |
| 45        | Victor Campenaerts |                       |                    | 143e           |
| 46        | Robert Gesink      | Winnaar 14e etappe    |                    | 34e            |
| 47        | Martijn Keizer     |                       |                    | 137e           |
| 48        | Bram Tankink       |                       |                    | 103e           |
| 49        | Jos van Emden      |                       | Opgave: 17e etappe | DNF            |

### Orica-BikeExchange
| rugnummer | renner              | prestaties deze ronde     | opmerkingen | eindklassering |
| --------- | ------------------- | ------------------------- | ----------- | -------------- |
| 51        | Esteban Chaves      |                           |             | Brons          |
| 52        | Sam Bewley          |                           |             | 140e           |
| 53        | Simon Gerrans       |                           |             | 86e            |
| 54        | Jack Haig           |                           |             | 117e           |
| 55        | Damien Howson       |                           |             | 45e            |
| 56        | Jens Keukeleire     | Winnaar 12e etappe        |             | 64e            |
| 57        | Magnus Cort Nielsen | Winnaar 18e en 21e etappe |             | 133e           |
| 58        | Svein Tuft          |                           |             | 158e           |
| 59        | Simon Yates         | Winnaar 6e etappe         |             | 6e             |

### Astana Pro Team
| rugnummer | renner             | prestaties deze ronde | opmerkingen        | eindklassering |
| --------- | ------------------ | --------------------- | ------------------ | -------------- |
| 61        | Michele Scarponi   |                       |                    | 11e            |
| 62        | Dario Cataldo      |                       |                    | 51e            |
| 63        | Dmitri Groezdev    |                       |                    | 119e           |
| 64        | Miguel Ángel López |                       | Opgave: 6e etappe  | DNF            |
| 65        | Davide Malacarne   |                       | Opgave: 14e etappe | DNF            |
| 66        | Luis León Sánchez  |                       |                    | 26e            |
| 67        | Gatis Smukulis     |                       |                    | 83e            |
| 68        | Alessandro Vanotti |                       |                    | 97e            |
| 69        | Andrej Zejts       |                       |                    | 31e            |

### FDJ
| rugnummer | renner               | prestaties deze ronde | opmerkingen        | eindklassering |
| --------- | -------------------- | --------------------- | ------------------ | -------------- |
| 71        | Kenny Elissonde      |                       |                    | 20e            |
| 72        | Odd Christian Eiking |                       |                    | 77e            |
| 73        | Murilo Fischer       |                       | Opgave: 5e etappe  | DNF            |
| 74        | Alexandre Geniez     | Winnaar 3e etappe     |                    | 108e           |
| 75        | Matthieu Ladagnous   |                       |                    | 98e            |
| 76        | Johan Le Bon         |                       | Opgave: 14e etappe | DNF            |
| 77        | Lorrenzo Manzin      |                       |                    | 149e           |
| 78        | Laurent Pichon       |                       | Opgave: 11e etappe | DNF            |
| 79        | Kévin Reza           |                       | Opgave: 10e etappe | DNF            |

### Team Giant-Alpecin
| rugnummer | renner              | prestaties deze ronde | opmerkingen        | eindklassering |
| --------- | ------------------- | --------------------- | ------------------ | -------------- |
| 81        | Warren Barguil      |                       | Opgave: 3e etappe  | DNF            |
| 82        | Nikias Arndt        |                       |                    | 159e           |
| 83        | Koen de Kort        |                       |                    | 96e            |
| 84        | Johannes Fröhlinger |                       |                    | 87e            |
| 85        | Chad Haga           |                       |                    | 76e            |
| 86        | Tobias Ludvigsson   |                       |                    | 52e            |
| 87        | Sindre Lunke        |                       |                    | 135e           |
| 88        | Tom Stamsnijder     |                       |                    | 131e           |
| 89        | Zico Waeytens       |                       | Opgave: 13e etappe | DNF            |

### Trek-Segafredo
| rugnummer | renner            | prestaties deze ronde | opmerkingen        | eindklassering |
| --------- | ----------------- | --------------------- | ------------------ | -------------- |
| 91        | Haimar Zubeldia   |                       |                    | 19e            |
| 92        | Fumiyuki Beppu    |                       |                    | 120e           |
| 93        | Julien Bernard    |                       |                    | 57e            |
| 94        | Niccolò Bonifazio |                       | Opgave: 7e etappe  | DNF            |
| 95        | Laurent Didier    |                       |                    | 104e           |
| 96        | Fabio Felline     |                       |                    | 25e            |
| 97        | Markel Irizar     |                       | Opgave: 10e etappe | DNF            |
| 98        | Kiel Reijnen      |                       |                    | 132e           |
| 99        | Riccardo Zoidl    |                       |                    | 58e            |

### AG2R La Mondiale
| rugnummer | renner                 | prestaties deze ronde | opmerkingen       | eindklassering |
| --------- | ---------------------- | --------------------- | ----------------- | -------------- |
| 101       | Jean-Christophe Péraud |                       |                   | 13e            |
| 102       | Gediminas Bagdonas     |                       |                   | 134e           |
| 103       | Jan Bakelants          |                       |                   | 17e            |
| 104       | François Bidard        |                       |                   | 94e            |
| 105       | Axel Domont            |                       |                   | 48e            |
| 106       | Quentin Jauregui       |                       |                   | 95e            |
| 107       | Pierre-Roger Latour    | Winnaar 20e etappe    |                   | 28e            |
| 108       | Sébastien Minard       |                       | Opgave: 6e etappe | DNF            |
| 109       | Christophe Riblon      |                       |                   | 153e           |

### Team Katjoesja
| rugnummer | renner            | prestaties deze ronde | opmerkingen       | eindklassering |
| --------- | ----------------- | --------------------- | ----------------- | -------------- |
| 111       | Alberto Losada    |                       |                   | 59e            |
| 112       | Sven Erik Bystrøm |                       |                   | 141e           |
| 113       | Pavel Kotsjetkov  |                       |                   | 39e            |
| 114       | Sergej Lagoetin   | Winnaar 8e etappe     |                   | 71e            |
| 115       | Tiago Machado     |                       |                   | 85e            |
| 116       | Matvej Mamykin    |                       |                   | 24e            |
| 117       | Jhonatan Restrepo |                       |                   | 128e           |
| 118       | Jegor Silin       |                       |                   | 15e            |
| 119       | Rein Taaramäe     |                       | Opgave: 7e etappe | DNF            |

### Lotto Soudal
| rugnummer | renner             | prestaties deze ronde | opmerkingen | eindklassering |
| --------- | ------------------ | --------------------- | ----------- | -------------- |
| 121       | Bart De Clercq     |                       |             | 53e            |
| 122       | Sander Armée       |                       |             | 90e            |
| 123       | Thomas De Gendt    |                       |             | 65e            |
| 124       | Gert Dockx         |                       |             | 126e           |
| 125       | Adam Hansen        |                       |             | 110e           |
| 126       | Maxime Monfort     |                       |             | 16e            |
| 127       | Tosh Van der Sande |                       |             | 109e           |
| 128       | Louis Vervaeke     |                       |             | 89e            |
| 129       | Jelle Wallays      |                       |             | 92e            |

### Etixx-Quick Step
| rugnummer | renner             | prestaties deze ronde       | opmerkingen | eindklassering |
| --------- | ------------------ | --------------------------- | ----------- | -------------- |
| 131       | Gianluca Brambilla | Winnaar 15e etappe          |             | 23e            |
| 132       | Maxime Bouet       |                             |             | 47e            |
| 133       | David de la Cruz   | Winnaar 9e etappe 9e etappe |             | 7e             |
| 134       | Yves Lampaert      |                             |             | 113e           |
| 135       | Gianni Meersman    | Winnaar 2e en 5e etappe     |             | 111e etappe    |
| 136       | Pieter Serry       |                             |             | 112e           |
| 137       | Zdeněk Štybar      |                             |             | 63e            |
| 138       | Niki Terpstra      |                             |             | 139e           |
| 139       | Martin Velits      |                             |             | 152e           |

### Cannondale-Drapac Pro Cycling Team
| rugnummer | renner          | prestaties deze ronde | opmerkingen | eindklassering |
| --------- | --------------- | --------------------- | ----------- | -------------- |
| 141       | Andrew Talansky |                       |             |                |
| 142       | Patrick Bevin   |                       |             |                |
| 143       | Simon Clarke    |                       |             |                |
| 144       | Joe Dombrowski  |                       |             |                |
| 145       | Davide Formolo  |                       |             |                |
| 146       | Benjamin King   |                       |             |                |
| 147       | Moreno Moser    |                       |             |                |
| 148       | Pierre Rolland  |                       |             |                |
| 149       | Davide Villella |                       |             |                |

### Team Dimension Data
| rugnummer | renner                     | prestaties deze ronde | opmerkingen | eindklassering |
| --------- | -------------------------- | --------------------- | ----------- | -------------- |
| 151       | Igor Antón                 |                       |             |                |
| 152       | Nathan Haas                |                       |             |                |
| 153       | Nicolas Dougall            |                       |             |                |
| 154       | Tyler Farrar               |                       |             |                |
| 155       | Omar Fraile                |                       |             |                |
| 156       | Merhawi Kudus              |                       |             |                |
| 157       | Jacques Janse van Rensburg |                       |             |                |
| 158       | Kristian Sbaragli          |                       |             |                |
| 159       | Jaco Venter                |                       |             |                |

### IAM Cycling
| rugnummer | renner               | prestaties deze ronde | opmerkingen | eindklassering |
| --------- | -------------------- | --------------------- | ----------- | -------------- |
| 161       | Mathias Frank        |                       |             |                |
| 162       | Clément Chevrier     |                       |             |                |
| 163       | Dries Devenyns       |                       |             |                |
| 164       | Simon Pellaud        |                       |             |                |
| 165       | Vicente Reynés       |                       |             |                |
| 166       | Vegard Stake Laengen |                       |             |                |
| 167       | Jonas Van Genechten  |                       |             |                |
| 168       | Marcel Wyss          |                       |             |                |
| 169       | Larry Warbasse       |                       |             |                |

### Lampre-Merida
| rugnummer | renner            | prestaties deze ronde | opmerkingen | eindklassering |
| --------- | ----------------- | --------------------- | ----------- | -------------- |
| 171       | Louis Meintjes    |                       |             |                |
| 172       | Yukiya Arashiro   |                       |             |                |
| 173       | Mattia Cattaneo   |                       |             |                |
| 174       | Valerio Conti     |                       |             |                |
| 175       | Kristijan Đurasek |                       |             |                |
| 176       | Mário Costa       |                       |             |                |
| 177       | Tsgabu Grmay      |                       |             |                |
| 178       | Ilja Kasjavy      |                       |             |                |
| 179       | Federico Zurlo    |                       |             |                |

### Cofidis
| rugnummer | renner            | prestaties deze ronde | opmerkingen | eindklassering |
| --------- | ----------------- | --------------------- | ----------- | -------------- |
| 181       | Luis Ángel Maté   |                       |             |                |
| 182       | Yoann Bagot       |                       |             |                |
| 183       | Loïc Chetout      |                       |             |                |
| 184       | Jérôme Cousin     |                       |             |                |
| 185       | Romain Hardy      |                       |             |                |
| 186       | Rudy Molard       |                       |             |                |
| 187       | Stéphane Rossetto |                       |             |                |
| 188       | Florian Sénéchal  |                       |             |                |
| 189       | Kenneth Vanbilsen |                       |             |                |

### Bora-Argon 18
| rugnummer | renner              | prestaties deze ronde | opmerkingen | eindklassering |
| --------- | ------------------- | --------------------- | ----------- | -------------- |
| 191       | José Mendes         |                       |             |                |
| 192       | Cesare Benedetti    |                       |             |                |
| 193       | Silvio Herklotz     |                       |             |                |
| 194       | Bartosz Huzarski    |                       |             |                |
| 195       | Gregor Mühlberger   |                       |             |                |
| 196       | Christoph Pfingsten |                       |             |                |
| 197       | Michael Schwarzmann |                       |             |                |
| 198       | Rüdiger Selig       |                       |             |                |
| 199       | Scott Thwaites      |                       |             |                |

### Caja Rural-Seguros RGA
| rugnummer | renner          | prestaties deze ronde | opmerkingen | eindklassering |
| --------- | --------------- | --------------------- | ----------- | -------------- |
| 201       | David Arroyo    |                       |             |                |
| 202       | Sergio Pardilla |                       |             |                |
| 203       | Hugh Carthy     |                       |             |                |
| 204       | Peio Bilbao     |                       |             |                |
| 205       | José Gonçalves  |                       |             |                |
| 206       | Lluís Mas       |                       |             |                |
| 207       | Eduard Prades   |                       |             |                |
| 208       | Jaime Rosón     |                       |             |                |
| 209       | Ángel Madrazo   |                       |             |                |

### Direct Énergie
| rugnummer | renner             | prestaties deze ronde | opmerkingen | eindklassering |
| --------- | ------------------ | --------------------- | ----------- | -------------- |
| 211       | Romain Sicard      |                       |             |                |
| 212       | Ryan Anderson      |                       |             |                |
| 213       | Lilian Calmejane   | Winnaar 4e etappe     |             |                |
| 214       | Romain Cardis      |                       |             |                |
| 215       | Fabrice Jeandesboz |                       |             |                |
| 216       | Tony Hurel         |                       |             |                |
| 217       | Julien Morice      |                       |             |                |
| 218       | Bryan Nauleau      |                       |             |                |
| 219       | Perrig Quéméneur   |                       |             |                |

## Deelnemers per land
| Deelnemers | Land                                                                                                |
| ---------- | --------------------------------------------------------------------------------------------------- |
| 34         | Frankrijk                                                                                           |
| 27         | Spanje                                                                                              |
| 21         | België                                                                                              |
| 19         | Italië                                                                                              |
| 9          | Nederland, Verenigde Staten                                                                         |
| 7          | Australië, Duitsland                                                                                |
| 6          | Rusland                                                                                             |
| 5          | Colombia, Portugal, Verenigd Koninkrijk, Zwitserland                                                |
| 4          | Noorwegen, Zuid-Afrika                                                                              |
| 3          | Nieuw-Zeeland, Oostenrijk, Polen                                                                    |
| 2          | Canada, Japan, Kazachstan, Kroatië, Luxemburg, Tsjechië                                             |
| 1          | Brazilië, Denemarken, Eritrea, Estland, Ethiopië, Letland, Litouwen, Slowakije, Wit-Rusland, Zweden |